# 屏東農業物產館
屏東農業物產館是一間位在中華民國屏東縣長治鄉屏東交流道附近的博物館。2020年2月27日舉行動土典禮，2021年爭取到中華民國政府的前瞻基礎建設計畫補助建立農業物產館，並於2022年8月19日正式啟用。屏東農業物產館總計約1,573坪，原本是由南仁湖集團進行營運，但因經營不善，於2023年6月28日發函通知縣府將撤場及契約終止，並在2023年10月1日暫時休館。

## 圖集

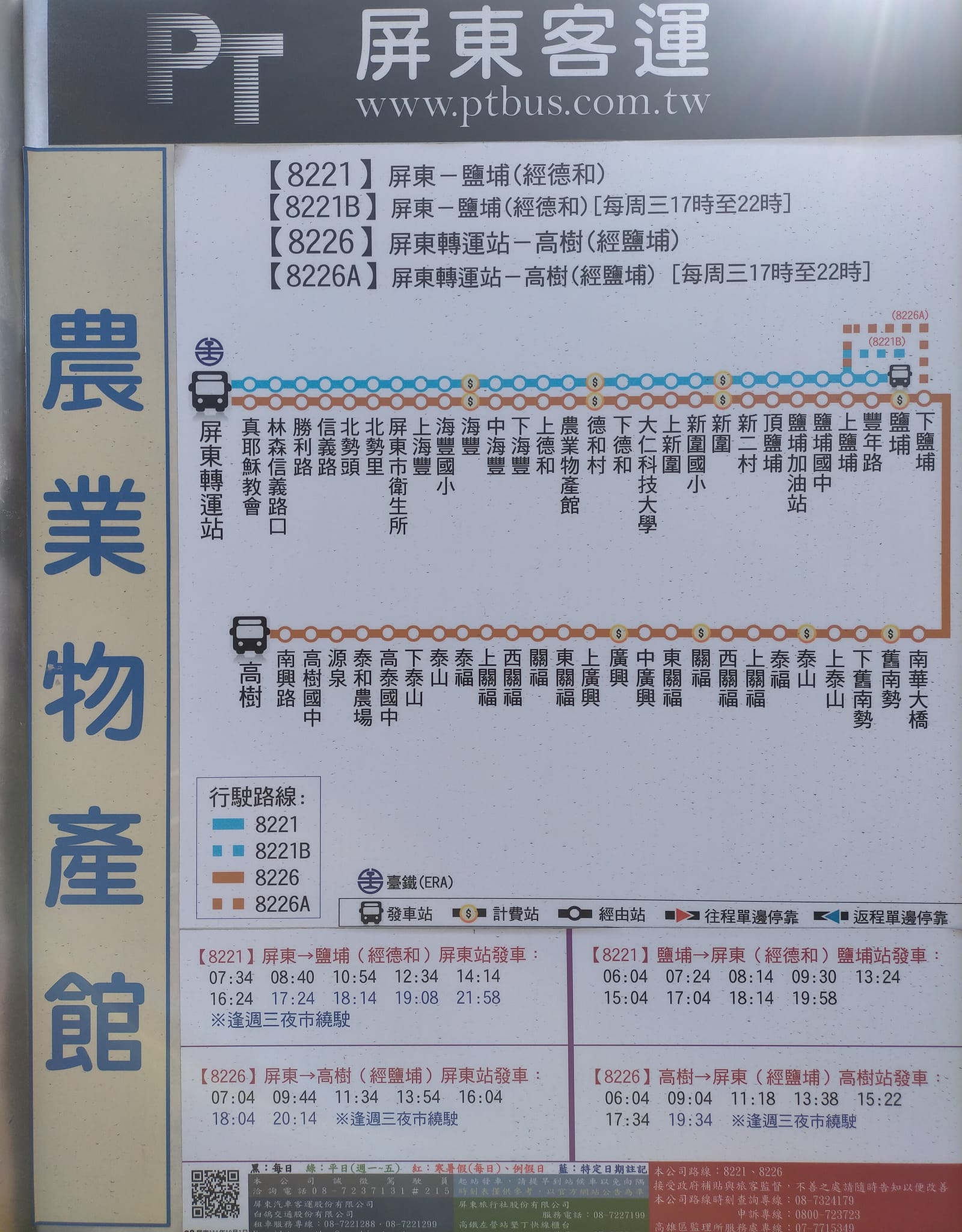
屏東農業物產館客運站牌